# Zähringen
Zähringen este numele unei vechi familii medievale din Germania, care a întemeiat un mare număr de orașe în ceea ce este astăzi Elveția și landul Baden-Württemberg. În vreme ce o ramură minoră a familiei și-a asumat titlul de duce de Zähringen, iar o altă ramură din Baden s-a stins în 1218, linia majoră există și în ziua de astăzi, purtând titulatura de Margraf de Baden, Duce de Zähringen. Zähringen este astăzi un district al orașului Freiburg im Breisgau, pe care ducii l-au întemeiat în anul 1120.

## Istoria
Primul membru cunoscut al familiei a fost contele Berthold I de Breisgau (d. 982), menționat prima dată în 962. Se presupune că antecesorii mai timpurii ar fi fost Ahalolfingerii. Pe de altă parte, strănepotul contelui Bertholds, ducele Berthold I de Zähringen (d. 1078), numit conte de Zähringen, a fost înrudit cu familia Hohenstaufen.
Împăratul Henric al III-lea promisese rudei sale Berthold de Zähringen Ducatul de Suabia, însă promisiunea nu a fost îndeplinită, dat fiind că, după moartea lui Henric, împărăteasa-văduvă Agnes de Poitou l-a numit în 1057 în această poziție pe contele Rudolf de Rheinfelden. Drept compensație, Berthold a devenit duce de Carintia în 1061. Deși această demnitate era una exclusiv titulară, Berthold a pierdut-o și pe aceasta în cursul Controversei pentru învestitură, în care s-a raliat cauzei fostului său rival, Rudolf de Rheinfelden împotriva regelui Henric al IV-lea din 1073. Fiul său, Berthold al II-lea, care ca și tatăl său a luptat împotriva lui Henric al IV-lea, a moștenit cea mai mare parte dintre pământurile lui fiului lui Rudolf, contele Berthold de Rheinfelden în 1090 (deși nu a preluat și titlul comital al acestuia, care a revenit familiei de Wetter-Rheinfelden), iar în 1092 a fost ales duce de Suabia în opoziție cu Frederic I de Hohenstaufen. În 1098, el s-a reconciliat cu Frederic și a renunțat la toate revendicările asupra Suabiei, concentrându-se asupra stăpânirilor din regiunea Breisgau și asumându-și titlul de "duce de Zähringen". El a fost succedat ca duce de Zähringen de fiii săi, Berthold al III-lea (d. 1122) și Conrad (d. 1152).

Teritoriile din Elveția în jurul anului 1200; posesiunile familiei Zähringen sunt evidențiate cu verde

În 1127, după asasinarea nepotului său, contele Wilhelm al III-lea de Burgundia, Conrad a emis pretenții asupra Comitatului de Burgundia împotriva contelui Renaud al III-lea de Mâcon. Renaud a avut până la urmăcâștig de cauză, deși a fost nevoit să cedeze mari părți din teritoriile de dincolo de Munții Jura, din Burgundia lui Conrad, care în continuare a fost numit de către regele Lothar al III-lea de Supplinburg ca "rector" al Regatului imperial de Arles (Regatul Burgundia). Această funcție i-a fost confirmată în 1152 și deținută de ducii din familia Zähringen până la 1218, drept pentru care ei auf sot uneori numiți ca "duci de Burgundia", cu toate că exsitentul ducat de Burgundia nu era fief imperial, ci francez. Ducele Berthold al IV-lea de Zähringen (d. 1186), care i-a succedat tatălui său Conrad, a petrecut cea mai mare vreme în Italia, însoțindu-l pe împăratul Frederic I "Barbarossa". Fiul și succesorul său, ducele Berthold al V-lea de Zähringen, și-a demonstrat calitățile prin reducerea la ordine a nobililor din Burgundia. El a fost totodată și fondatorul orașului Berna, iar când a decedat în februarie 1218 principala ramură a familiei Zähringen s-a stins.
După dispariția ramurii principale, cea mai mare parte din teritoriul său extins în Breisgau și în actuala Elveție a revenit Coroanei, cu excepția titlurilor alodiale, care au fost împărțite între casa conților de Urach (care în continuare s-au intitulat "conți de Freiburg") și cea a conților de Kyburg, care amândouă aveau câte un membru căsătorit cu câte o soră a lui Berthold al V-lea. La mai puțin de 50 de ani mai târziu, neamul Kyburgilor a dispărut și largi porțiuni din domeniile lor au fost preluate prin moștenire de către Casa de Habsburg. Berna a obținut statutul de oraș imperial liber.
Unele titluri din Germania ale Zähringerilor au fost reținute de către descendenții margrafului Herman I de Baden, care era fiul mai mare al ducelui Berthold al II-lea de Carintia. Mai cunoscuți astăzi sub numele de Casa de Baden, descendenții lui Herman au condus succesiv în calitate de margrafi, electori (1803–1806) și mari duci de Baden până la finele monarhiei în Germania în 1918. Actualul deținător al titlului de margraf de Baden, duce de Zähringen este margraful Maximilian de Baden (n. 1933), nepot al ultimului cancelar al Imperiului German, prințul Maximilian von Baden.

## Orașe

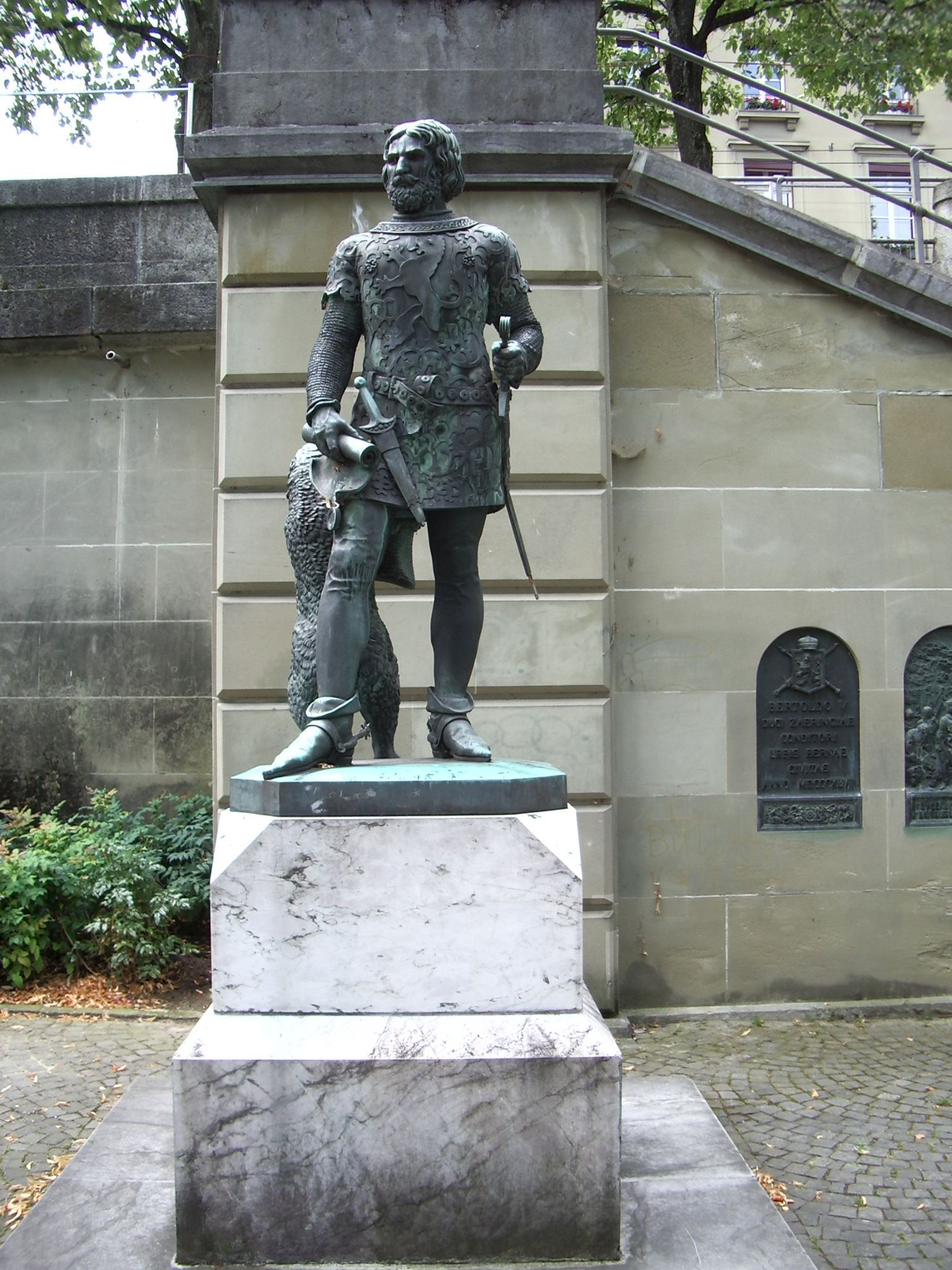
Berthold al V-lea de Zähringen, pe o fântână din Berna

| - Bräunlingen - Freiburg im Breisgau - Neuenburg am Rhein - Offenburg - St. Peter, Breisgau-Hochschwarzwald - Villingen (astăzi, parte componentă din Villingen-Schwenningen) - Weilheim an der Teck | - Berna - Burgdorf - Fribourg - Murten - Rheinfelden - Thun |

## Ducii din familia Zähringer
- Berthold I (n. cca. 1000–d. 1078), duce de Carintia și margraf de Verona (ca Berthold al II-lea) între 1061 și 1077
- Berthold al II-lea (n. cca. 1050–d. 1111), fiu, duce de Suabia între 1092 și 1098 (în opoziție cu Frederic I) de Hohenstaufen), "duce de Zähringen" din jur de 1100
- Berthold al III-lea (n. cca. 1085–d. 1122), fiu, duce de Zähringen de la 1111
- Conrad I (n. cca. 1090–d. 1152), frate, duce de Zähringen de la 1122, rector al Regatului Burgundiei de la 1127
- Berthold al IV-lea (n. cca. 1125–d. 1186), fiu, duce de Zähringen de la 1152, rector de Burgundia
- Berthold al V-lea (n. 1160–d. 1218), fiu, duce de Zähringen de la 1186, rector de Burgundia